# Mistrzostwa Świata w Narciarstwie Alpejskim 1941
Mistrzostwa Świata w Narciarstwie Alpejskim 1941 – zawody sportowe, które odbywały się podczas II wojny światowej w Cortinie d’Ampezzo w Królestwie Włoch razem z mistrzostwami świata w narciarstwie klasycznym w dniach od 2 do 4 lutego 1941 roku. Udział nich wzięły m.in. reprezentacje III Rzeszy, Finlandii, Królestwa Włoch, Królestwa Jugosławii, Norwegii, Słowacji, Szwecji i Szwajcarii.
Na konferencji w Pau we Francji w 1946 roku, Międzynarodowa Federacja Narciarska zadecydowała, że wyniki z mistrzostw w Cortinie d’Ampezzo nie będą wliczane do klasyfikacji ogólnej, gdyż liczba zawodników była zbyt mała.

## Terminarz

### Mężczyźni
| Konkurencja | Data          | Złoto           | Czas    | Srebro             | Czas    | Brąz               | Czas    |
| Zjazd       | 2 lutego 1941 | Josef Jennewein | 4:03,97 | Alberto Marcellin  | 4:06,66 | Rudolf Cranz       | 4:08,65 |
| Slalom      | 4 lutego 1941 | Albert Pfeifer  | 2:01,42 | Vittorio Chierroni | 2:01,48 | Alberto Marcellin  | 2:01,91 |
| Kombinacja  | 4 lutego 1941 | Josef Jennewein | 404,4   | Alberto Marcellin  | 405,1   | Vittorio Chierroni | 407,4   |

### Kobiety
| Konkurencja | Data          | Złoto         | Czas    | Srebro          | Czas    | Brąz                    | Czas    |
| Zjazd       | 2 lutego 1941 | Christl Cranz | 4:10,30 | Käthe Grasegger | 4:17,58 | Anneliese Schuh-Proxauf | 4:25,33 |
| Slalom      | 4 lutego 1941 | Celina Seghi  | 2:05,61 | Christl Cranz   | 2:09,98 | Anneliese Schuh-Proxauf | 2:17,39 |
| Kombinacja  | 4 lutego 1941 | Christl Cranz | 406,0   | Celina Seghi    | 424,7   | Anneliese Schuh-Proxauf | 430,1   |

## Wyniki
| Medal | Zawodnik           | Narodowość | Czas    |
| ----- | ------------------ | ---------- | ------- |
|       | Josef Jennewein    | III Rzesza | 4:03,97 |
|       | Alberto Marcellin  | Włochy     | 4:06,66 |
|       | Rudolf Cranz       | III Rzesza | 4:08,65 |
| 4.    | Vittorio Chierroni | Włochy     | 4:09,46 |
| 5.    | Hellmut Lantschner | III Rzesza | 4:09,69 |
| 6.    | Rudolf Rominger    | Szwajcaria | 4:12,55 |
| 7.    | Randmod Sørensen   | Norwegia   | 4:14,00 |
| 8.    | Albert Pfeifer     | III Rzesza | 4:15,13 |
| 9.    | Albert Scheuring   | Szwajcaria | 4:18,09 |
| 10.   | Hans Hansson       | Szwecja    | 4:19,09 |

| Medal | Zawodniczka             | Narodowość | Czas    |
| ----- | ----------------------- | ---------- | ------- |
|       | Christl Cranz           | III Rzesza | 4:10,30 |
|       | Käthe Grasegger         | III Rzesza | 4:17,58 |
|       | Anneliese Schuh-Proxauf | III Rzesza | 4:25,33 |
| 4.    | Vreni Fuchs             | Szwajcaria | 4:29,58 |
| 5.    | Celina Seghi            | Włochy     | 4:34,09 |
| 6.    | Vreni Keller            | Szwajcaria | 4:36,38 |
| 7.    | Rosemarie Proxauf       | III Rzesza | 4:37,63 |
| 8.    | May Nilsson             | Szwecja    | 4:40,25 |
| 9.    | Louise Boulaz           | Szwajcaria | 4:43,77 |
| 10.   | Ruth Graffer            | Włochy     | 5:45,36 |

| Medal | Zawodnik           | Narodowość | Czas    |
| ----- | ------------------ | ---------- | ------- |
|       | Albert Pfeifer     | III Rzesza | 2:01,42 |
|       | Vittorio Chierroni | Włochy     | 2:01,48 |
|       | Alberto Marcellin  | Włochy     | 2:01,91 |
| 4.    | Rudolf Cranz       | III Rzesza | 2:02,34 |
| 5.    | Rudolf Rominger    | Szwajcaria | 2:03,39 |
| 6.    | Josef Jennewein    | III Rzesza | 2:03,46 |
| 7.    | Hellmut Lantschner | III Rzesza | 2:04,30 |
| 8.    | Roberto Lacedelli  | Włochy     | 2:05,07 |
| 9.    | Albert Scheuring   | Szwajcaria | 2:07,41 |
| 10.   | Randmod Sørensen   | Norwegia   | 2:08,08 |

| Medal | Zawodniczka             | Narodowość | Czas    |
| ----- | ----------------------- | ---------- | ------- |
|       | Celina Seghi            | Włochy     | 2:05,61 |
|       | Christl Cranz           | III Rzesza | 2:09,98 |
|       | Anneliese Schuh-Proxauf | III Rzesza | 2:17,39 |
| 4.    | Rosemarie Proxauf       | III Rzesza | 2:20,06 |
| 5.    | Käthe Grasegger         | III Rzesza | 2:25,90 |
| 6.    | Vreni Fuchs             | Szwajcaria | 2:30,35 |
| 7.    | Vreni Keller            | Szwajcaria | 2:38,83 |
| 8.    | Louise Boulaz           | Szwajcaria | 3:02,73 |
| DNF   | May Nilsson             | Szwecja    | -       |
| DNF   | Ruth Graffer            | Włochy     | -       |

| Medal | Zawodnik           | Narodowość | Punkty |
| ----- | ------------------ | ---------- | ------ |
|       | Josef Jennewein    | III Rzesza | 404,4  |
|       | Alberto Marcellin  | Włochy     | 405,1  |
|       | Vittorio Chierroni | Włochy     | 407,4  |
| 4.    | Rudolf Cranz       | III Rzesza | 407,6  |
| 5.    | Rudolf Rominger    | Szwajcaria | 412,8  |
| 6.    | Albert Pfeifer     | III Rzesza | 413,7  |
| 7.    | Randmod Sørensen   | Norwegia   | 421,0  |
| 8.    | Albert Scheuring   | Szwajcaria | 423,9  |
| 9.    | Roberto Lacedelli  | Włochy     | 424,6  |
| 10.   | Hellmut Lantschner | III Rzesza | 425,8  |

| Medal | Zawodniczka             | Narodowość | Punkty |
| ----- | ----------------------- | ---------- | ------ |
|       | Christl Cranz           | III Rzesza | 406,0  |
|       | Celina Seghi            | Włochy     | 424,7  |
|       | Anneliese Schuh-Proxauf | III Rzesza | 430,1  |
| 4.    | Käthe Grasegger         | III Rzesza | 432,6  |
| 5.    | Rosemarie Proxauf       | III Rzesza | 445,7  |
| 6.    | Vreni Fuchs             | Szwajcaria | 457,2  |
| 7.    | Vreni Keller            | Szwajcaria | 474,0  |
| 8.    | Loulou Boulaz           | Szwajcaria | 502,8  |
| DNF   | May Nilsson             | Szwecja    | -      |
| DNF   | Ruth Graffer            | Włochy     | -      |

## Klasyfikacja medalowa
| #  | Reprezentacja | Złoto | Srebro | Brąz | Razem |
| -- | ------------- | ----- | ------ | ---- | ----- |
| 1. | III Rzesza    | 5     | 2      | 4    | 11    |
| 2. | Włochy        | 1     | 4      | 2    | 7     |